# باربرا إنغرام
باربرا إنغرام (بالإنجليزية: Barbara Ingram)‏ هي مغنية أمريكية، ولدت في 25 نوفمبر 1947 في كامدن في الولايات المتحدة، وتوفي بنفس المكان في 8 أكتوبر 1994.

## وصلات خارجية
- باربرا إنغرام على موقع ميوزك برينز (الإنجليزية)
- باربرا إنغرام على موقع قاعدة بيانات برودواي على الإنترنت (الإنجليزية)
- باربرا إنغرام على موقع ديسكوغز (الإنجليزية)